# Le Bon Séjour

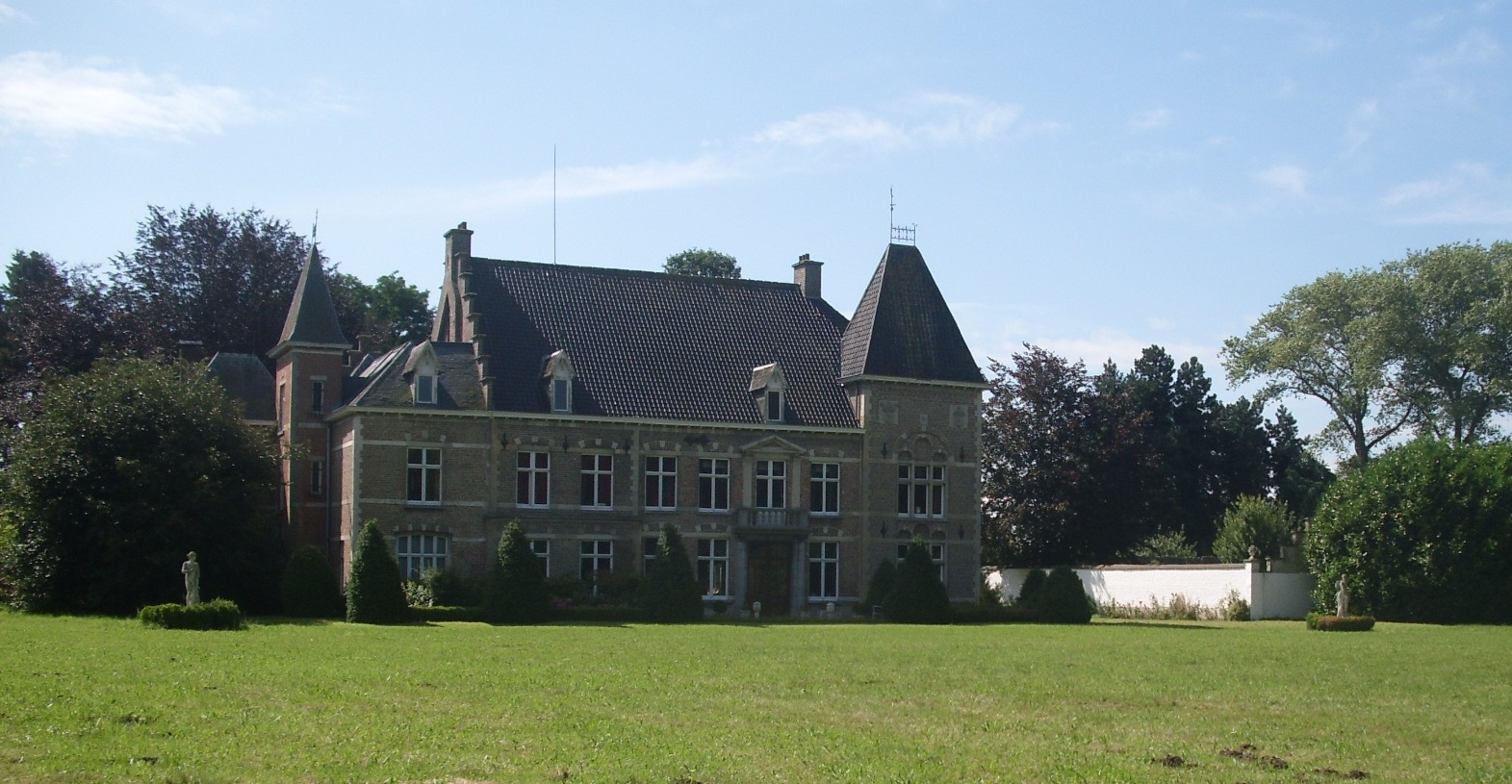
Le Bon Séjour

Le Bon Séjour (ook: Kasteel van Moere) is een kasteel in de tot de West-Vlaamse gemeente Gistel behorende plaats Moere, gelegen aan Beekstraat 4.

## Geschiedenis
Het kasteel werd gebouwd van 1877 tot 1896 in opdracht van baron Albert de Crombrugghe de Looringhe. In de nabijheid van het kasteel (in het Stokerijbos) werd tijdens de Eerste Wereldoorlog door de Duitsers het kanon Lange Max opgesteld. Dit kon tot Duinkerke en Ieper schieten. In 1917 werd het kasteel daarom door de geallieerden gebombardeerd. Het kasteel werd herbouwd, maar in 1937 werd het getroffen door brand. Daarna werd het opnieuw herbouwd, met een verdieping minder.

## Gebouw
Het betreft een bakstenen gebouw met natuurstenen hoekbanden, en enkele hoektorens op rechthoekige plattegrond. De ingangspartij heeft een balkon en een fronton.